# У Орфеуму код Бране
„У Орфеуму код Бране” је југословенски ТВ филм из 1975. године. Режирао га је Радослав Дорић а сценарио су написали Брана Цветковић и Радослав Дорић.

## Улоге
| Глумац          | Улога                |
| --------------- | -------------------- |
| Иван Бекјарев   |                      |
| Азра Ченгић     | Софијина пријатељица |
| Горица Поповић  |                      |
| Жарко Радић     |                      |
| Жижа Стојановић |                      |